# Neuer Königspalast (Prager Burg)

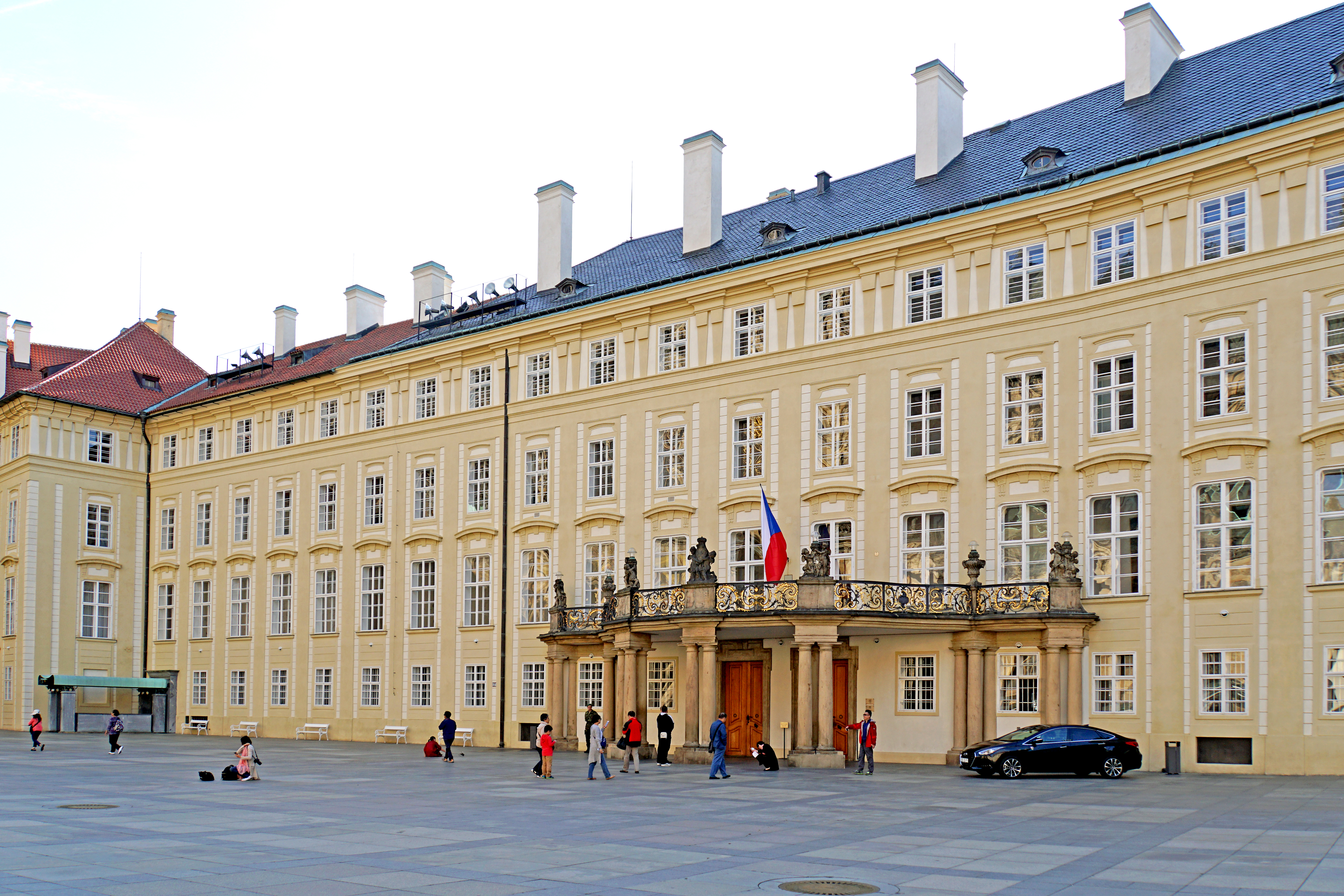
Der Neue Königspalast, Südflügel mit dem Präsidentenbalkon im III. Burghof

Der Neue Königspalast (tschechisch Nový královský palác) ist ein Gebäudekomplex im westlichen Teil der Prager Burg. Hier befindet sich der Haupteingang zur Burg vom Hradschiner Platz durch den Ehrenhof und das Matthiastor. Der Neue Königspalast war vom 16. bis zum 19. Jahrhundert Residenz der böhmischen Könige und ist seit der Gründung der Republik Amtssitz des Präsidenten. Die meisten Räume sind für die Öffentlichkeit nicht zugänglich. 
Seine heutige Gestalt erhielt der Neue Königspalast im 16. Jahrhundert beim Umbau der Prager Burg unter Maria Theresia. Nach Plänen des Wiener Hofarchitekten Nikolaus von Pacassi wurden mehrere Vorgängerbauten unter einer einheitlichen Fassade im Stil des Wiener Barockklassizismus zusammengefasst.

## Geschichte und Beschreibung

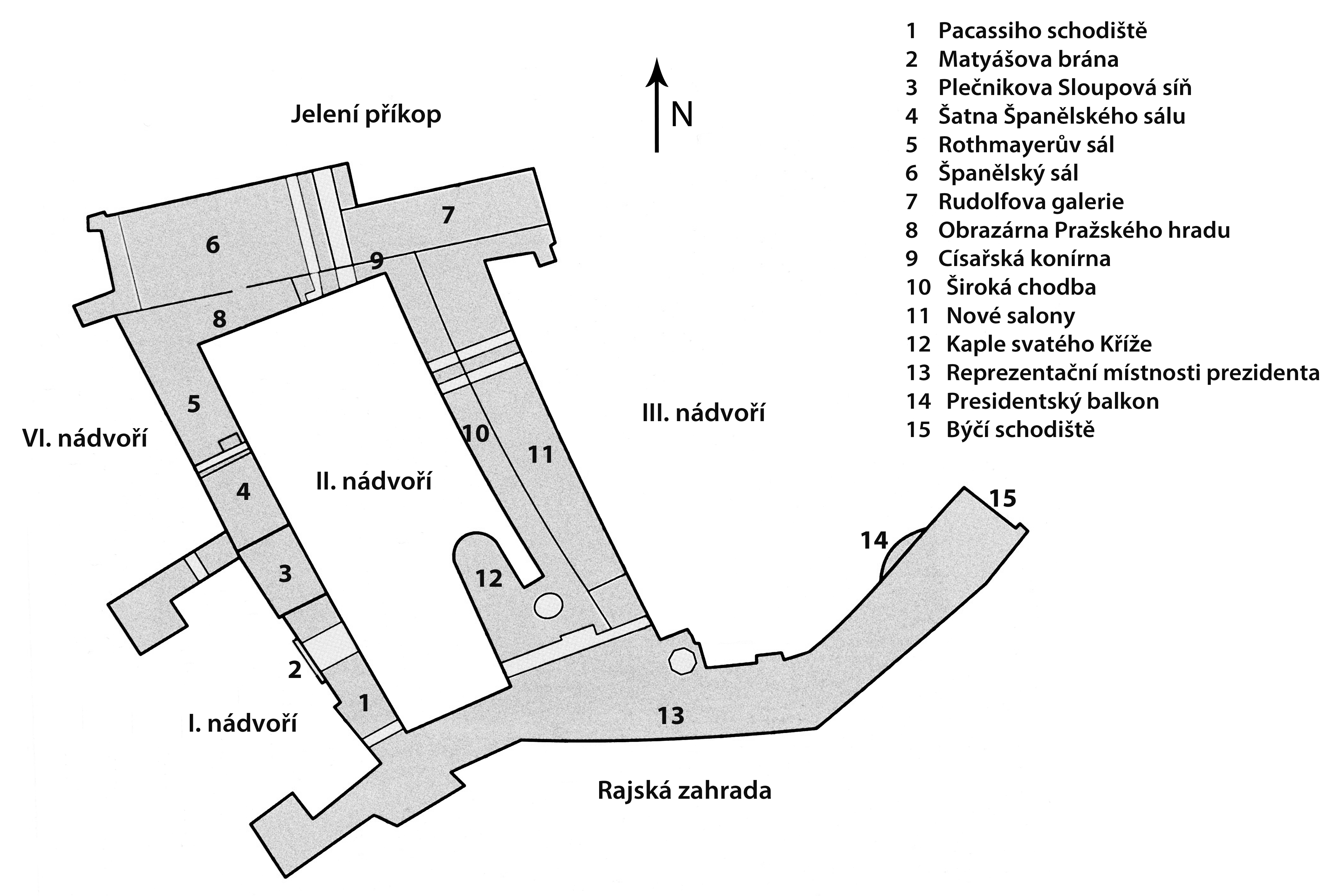
Grundriss des neuen Königspalastes

Im Mittelalter residierten die böhmischen Könige im Alten Königspalast. Die Habsburger verließen im 16. Jahrhundert den Alten Königspalast, errichteten westlich davon neue repräsentative Palastbauten im Stil der Renaissance und schufen im 16. und 17. Jahrhundert den Kern des heutigen Neuen Königspalastes. Eine besondere Bautätigkeit entfaltete Kaiser Rudolf II., der 1583 seinen Sitz von Wien nach Prag verlegte und die Prager Burg zu einer repräsentativen kaiserlichen Residenz ausbaute. Zwischen 1753 und 1775 vereinheitlichte Nikolaus von Pacassi das äußere Erscheinungsbild der Vorgängerbauten und schuf so den Gebäudekomplex, der heute als der Neuer Königspalast bezeichnet wird. Nach der Gründung der Tschechoslowakischen Republik wurde der Neue Königspalast auf Initiative des Präsidenten Tomáš Garrigue Masaryk unter der Leitung des slowenischen Architekten Jože Plečnik gründlich saniert und für die Bedürfnisse eines moderneren Staates umgestaltet.
Der Neue Königspalast besteht aus einer Gruppe von Gebäudeflügeln, die den ersten Burghof (Ehrenhof) von Osten U-förmig umrahmen, den zweiten Burghof von allen Seiten umschließen und sich im Süden vom Ehrenhof bis zum Alten Königspalast erstrecken. Der Eingangsflügel (Vstupní křídlo) des Neuen Königspalastes, auch Querflügel (Příčné křídlo) genannt, trennt den ersten vom zweiten Burghof. An ihn schließen sich östlich in Richtung des Hradschiner Platzes der nördliche und der südliche Vorbau (výběžek) oder Seitenflügel (boční křídlo) an, die den Ehrenhof umrahmen. Der nördliche Vorbau trennt den Ehrenhof vom vierten Burghof mit dem Basteigarten. Am südlichen Ende des Eingangsflügels schließt sich der Südflügel (Jižní křídlo) an, der sich entsprechend der Topographie und der beim Bau verwendeten Vorgängerbauten in gebrochener Linie bis zum Alten Königspalast erstreckt, und den zweiten und dritten Burghof begrenzt. Der Nordflügel (Severní křídlo) begrenzt den zweiten Burghof von Norden und ermöglicht durch das Nordtor den Zugang zur Burg vom Königlichen Garten über die Brücke Prašný most (Pulverbrücke). Der Mittelflügel (Střední křídlo) trennt den zweiten vom dritten Burghof und stellt eine Verbindung zwischen dem Nord- und Südflügel her.

## Eingangsflügel

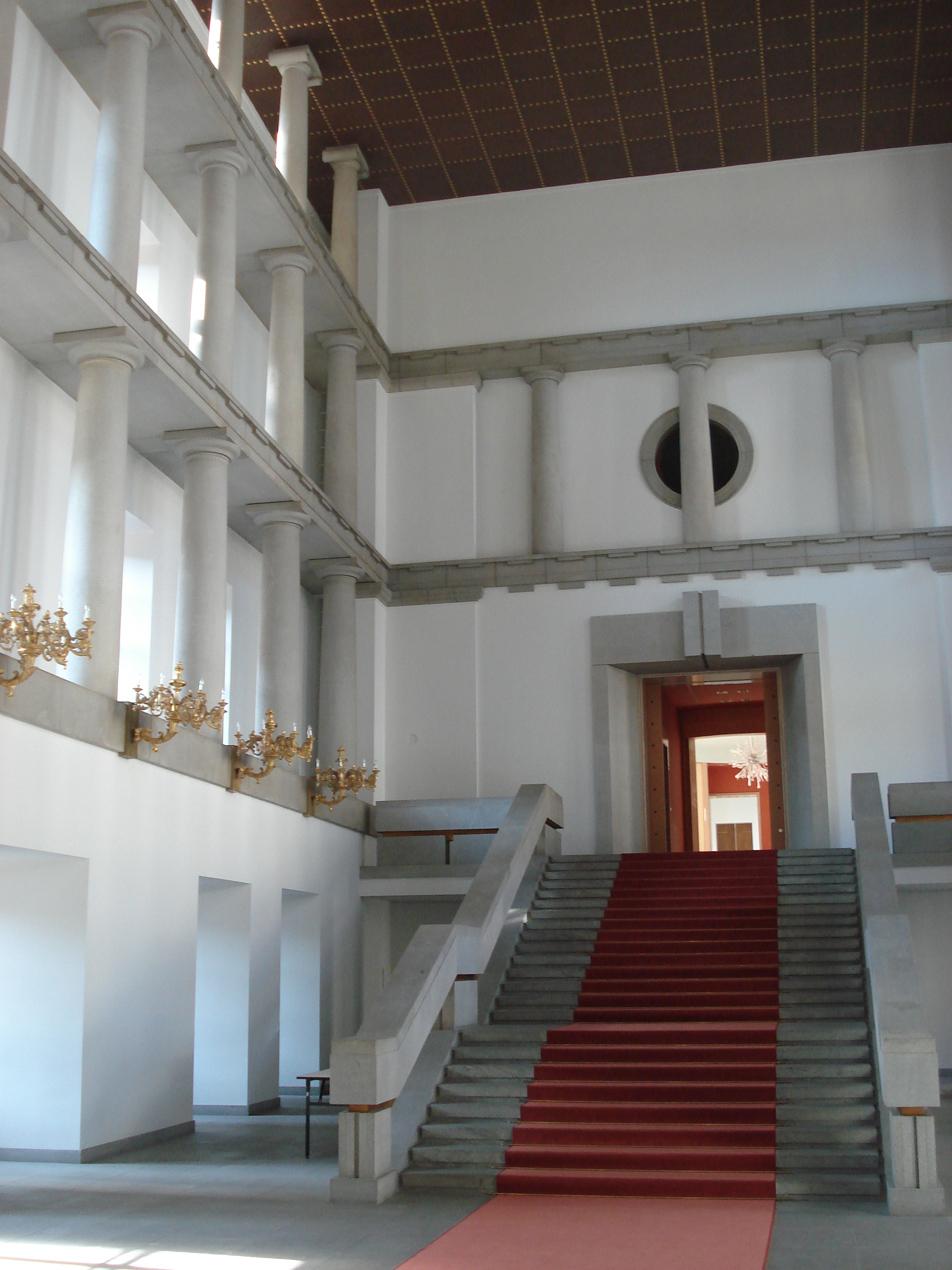
Die Säulenhalle im Eingangsflügel

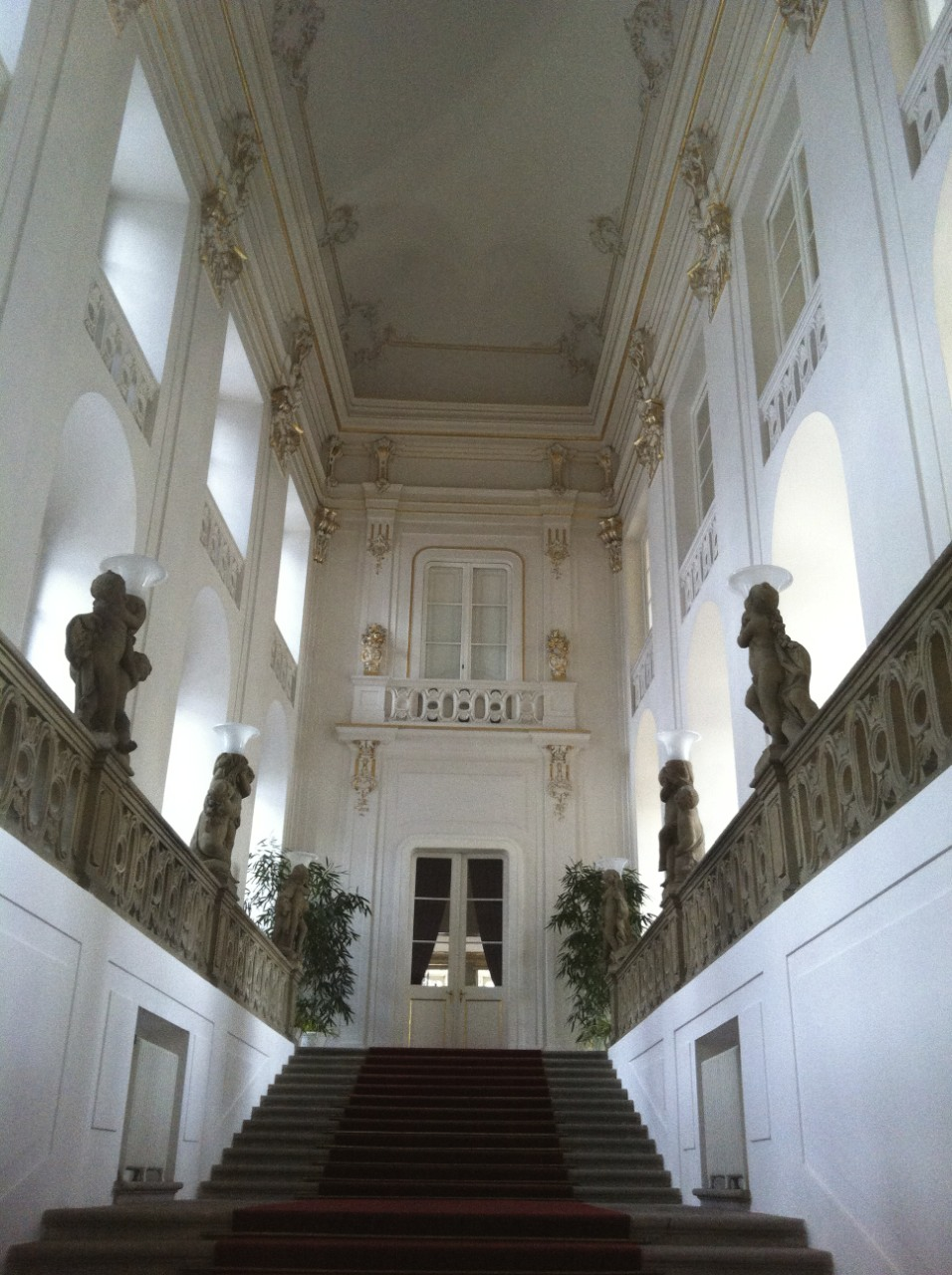
Die Pacassi-Treppe im Eingangsflügel

Der Eingangsflügel wurde in den Jahren 1759 bis 1769 von Nicolaus von Pacassi symmetrisch um den Ehrenhof errichtet und umschließt den Platz von Norden, Osten und Süden. Hinter dem nördlichen Vorbau liegt der vierte Burghof mit dem Basteigarten und dem Eingang zum Spanischen Saal. Die Fassade zum Ehrenhof ist an der Attika mit militärischen Insignien, Trophäen und Wappen des Bildhauers Ignaz Franz Platzer geschmückt.
Im Eingangsflügel befinden sich:
- Das frühbarocke Matthiastor (Matyášova brána) aus dem frühen 17. Jahrhundert, von Pacassi in den Eingangsflügel des Neuen Königspalastes integriert. Es bildet den Durchgang vom ersten zum zweiten Burghof.
- Die Säulenhalle (Sloupová síň), eine 12 m breite und 18,5 m lange prunkvolle Eingangshalle mit einem Treppenaufgang, die als Zugang zu den Repräsentationsräumen im Nordflügel dient. Sie entstand im Rahmen des Umbaus der Prager Burg zur Residenz des Präsidenten in den Jahren 1927 bis 1930 durch den Abriss aller Stockwerke des Westflügels nach Plänen des Architekten Jože Plečnik. Plečnik bewahrte das äußere Erscheinungsbild der Gebäudefassade und schuf im Inneren drei übereinander liegende Säulenreihen, die an die ehemaligen Stockwerke erinnern. Man betritt die Säulenhalle direkt vom Durchgang im Matthiastor aus und gelangt über den Rothmayer-Saal in den Spanischen Saal und die Rudolfsgalerie. Vor der Säulenhalle befindet sich ein Gittertor des Architekten K. Firbase aus dem Jahr 1978.[2]
- Der Rothmayer-Saal (Rothmayerův sál), eine 40 m lange und 12,5 m breite monumentale Treppenhalle, die zum Spanischen Saal führt. Sie wurde zwischen 1948 und 1956 vom Architekten Otto Rothmayer erbaut. Im Saal befindet sich eine Statue von Tomáš Garrigue Masaryk aus weißem Marmor von Jan Štursa.[2]
- Die Garderobe des Spanischen Saals (Šatna Španělského sálu), errichtet in den 1970er Jahren durch einen Umbau des ehemals längeren Rothmayer-Saals für die Delegierten der im Spanischen Saal abgehaltenen kommunistischen Parteitage. Ihre heutige Form erhielt sie im Jahr 2002 durch eine Rekonstruktion nach Plänen des Architekten Bořek Šípek.[2]
- Die Pacassi-Treppe (Pacassiho schodiště), eine Prunktreppe, die vom Matthiastor zu den Repräsentationsräumen im Südflügel führt. Sie wurde von Pacassi zwischen 1765 und 1766 erbaut.
- Unter dem Eingangsflügel entdeckten die Archäologen in den 1950er Jahren Überreste der Kirche der Jungfrau Maria (Kostel Panny Marie), der ältesten Prager Kirche, die im 9. Jahrhundert unter Fürst Bořivoj I. erbaut wurde. Als das Gebäude in den 1960er Jahren für die neu eingerichtete Gemäldegalerie renoviert wurde, baute man das Erdgeschoss so um, dass die Überreste in einer Vitrine im Durchgang zwischen dem vierten und zweiten Burghof zu sehen sind. Von der Kirche sind nur die nördliche Hälfte des Kirchenschiffs mit der Apsis und dem Altar sowie einige Gräber erhalten. Der untere Teil des Mauerwerks stammt aus dem 9. Jahrhundert, der obere Teil aus dem 11. Jahrhundert.[3]

## Nordflügel

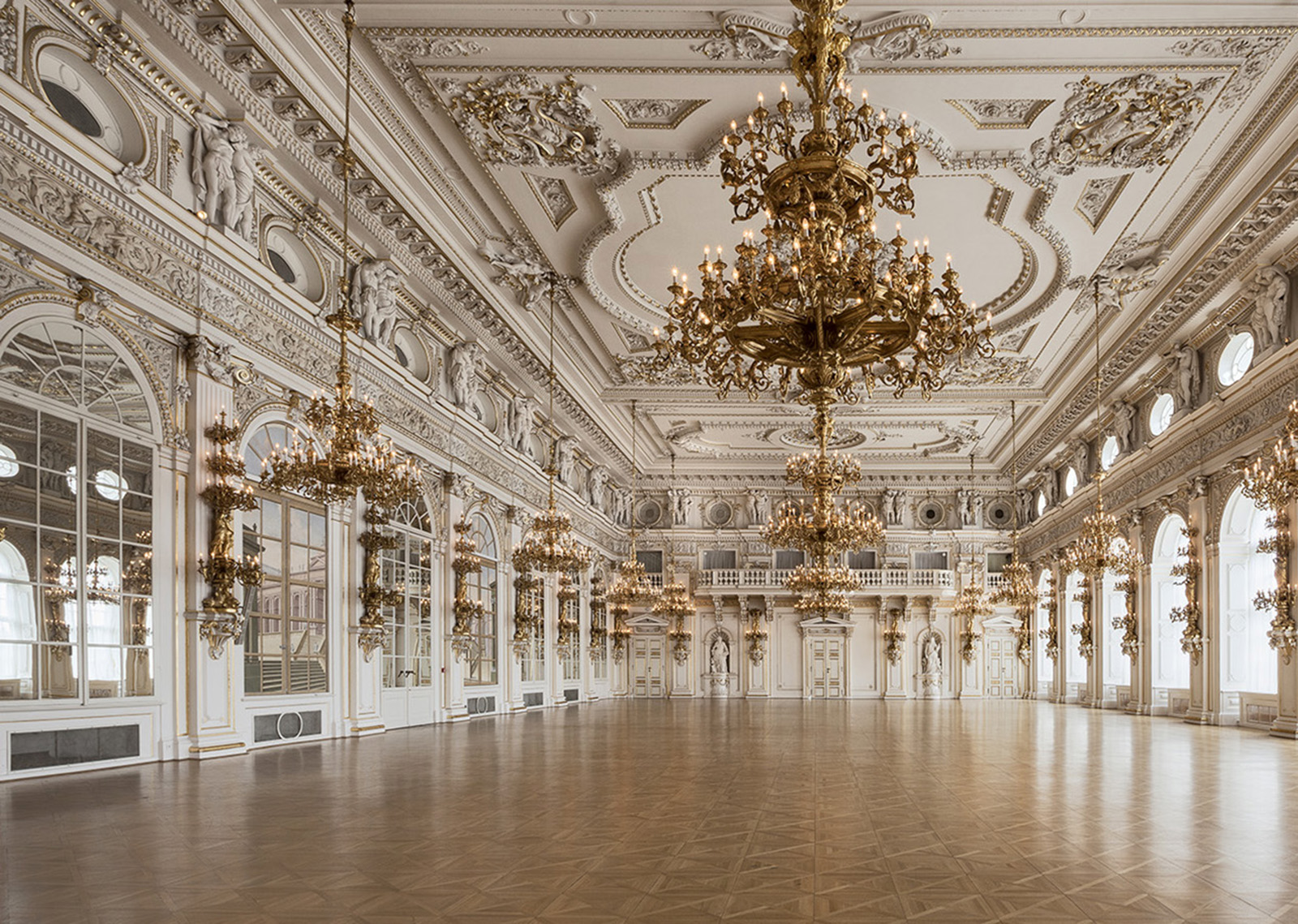
Der Spanische Saal im Nordflügel

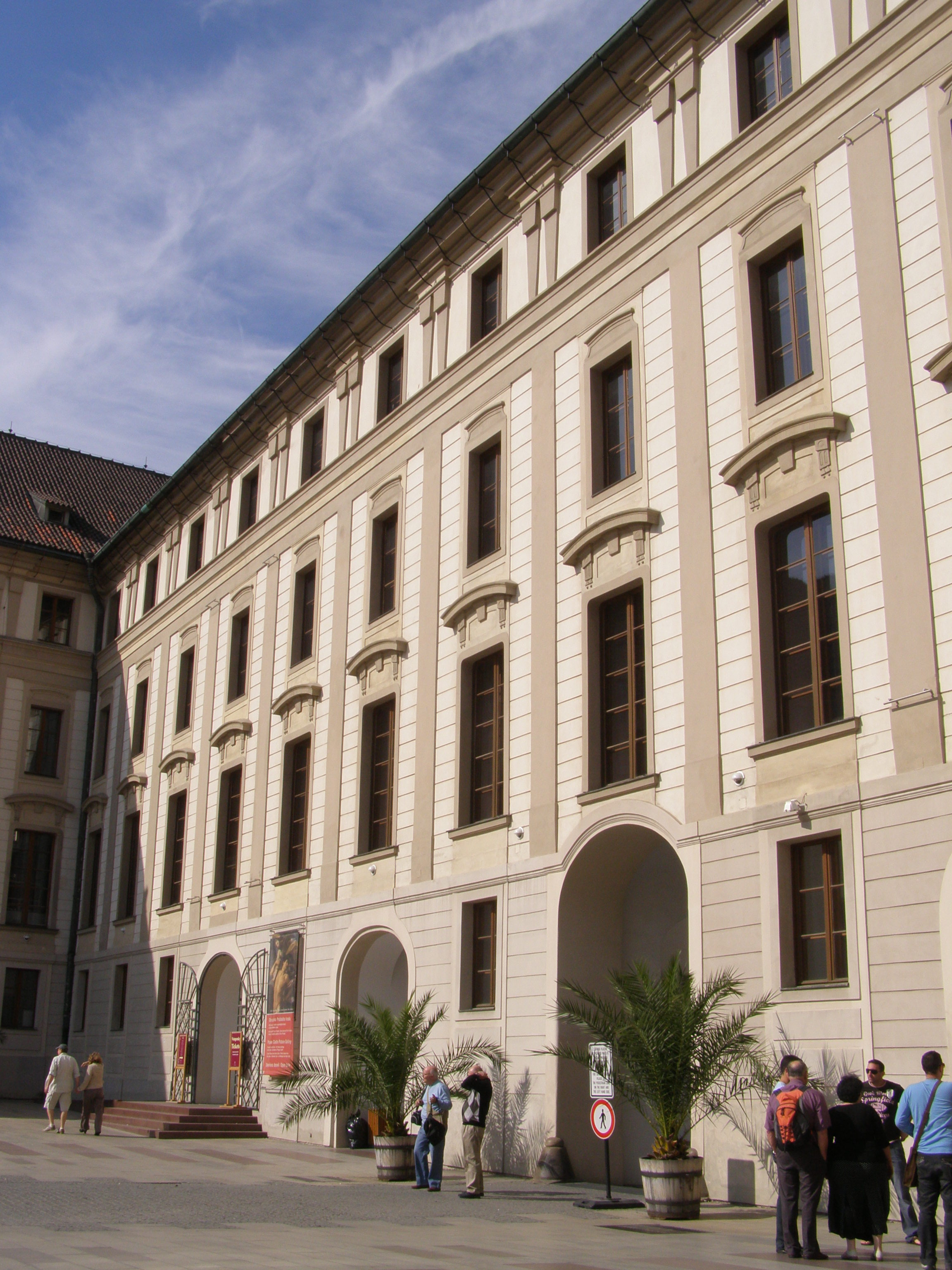
Eingang zur Gemäldegalerie im II. Burghof

Im Erdgeschoss des Nordflügels befanden sich ursprünglich die Marställe Ferdinands I. und später Rudolfs II. Um die Wende vom 16. zum 17. Jahrhundert wurde der Nordflügel nach Entwürfen der Architekten Antonio Valenti und Giovanni Gargioli umgebaut und über den kaiserlichen Stallungen zwei neue Säle errichtet, der Spanische Saal und die Rudolfsgalerie, in denen die umfangreichen Kunstsammlungen Rudolfs II. untergebracht wurden. Seine heutige Gestalt erhielt der Nordflügel im 16. Jahrhundert durch den Umbau von Nikolaus von Pacassi.
Im Nordflügel befinden sich:
- Der  Spanische Saal  (Španělský sál), der größte und prunkvollste Festsaal der Prager Burg. Mit einer Länge von 47 m, einer Breite von 24 m und einer Höhe von 12 m ist er einer der größten profanen Sälen Europas. Er wird für offizielle Empfänge des Präsidenten, für Staatsbankette oder für Galakonzerte genutzt.[4]
- Die Rudolfsgalerie (Rudolfova galerie), auch Deutsches Zimmer genannt, ein 47 m langer und 10 m breiter Festsaal neben dem Spanischen Saal. Ursprünglich waren seine Wände glatt, um möglichst viele Gemälde unterbringen zu können, heute sind sie mit reichem Stuck aus der zweiten Hälfte des 19. Jahrhunderts verziert.[5]
- Die  Gemäldegalerie der Prager Burg  (Obrazárna Pražského hradu), im Jahr 1965 an Stelle der ehemaligen kaiserlichen Marställe im Erdgeschoss des Nord- und teilweise des Westflügels eingerichtet. Sie geht auf Sammlungen Kaiser Rudolfs II. aus dem 16. Jahrhundert zurück.
- Die Kaiserlichen Stallungen (Císařská konírna) im Erdgeschoss des Nordflügels, im Jahr 1993 zu Ausstellungsräumen umgebaut.
- Das nördliche Burgtor, der Eingang in die Prager Burg von der Brücke Prašný most (Pulverbrücke) über den Hirschgraben. Im Inneren des Durchgangs befindet sich ein rudolfinisches Tor aus massiven Sandsteinblöcken und das ursprüngliche Portal zum kaiserlichen Marstall.

## Mittlerer Flügel
Der mittlere Flügel trennt den zweiten vom dritten Burghof. An der romanischen Wehrmauer wurde hier unter Rudolf II. ein langes, zweigeschossiges Korridorhaus errichtet, das den Süd- und Nordflügel verband und der Ausstellung der rudolfinischen Sammlungen diente. Unter anderem befand sich hier die berühmte Rudolfinische Kunstkammer mit naturkundlichen Sammlungen und Kuriositäten aus vielen Ländern. Die rudolfinischen Sammlungen wurden später in Kriegszeiten zerstreut und zu einem großen Teil nach Wien transportiert. Viele wertvolle Exemplare erbeutete die schwedische Armee bei der Besetzung Prags im Jahr 1648 (der sogenannte Prager Kunstraub). Das Gebäude wurde im 16. Jahrhundert von Pacassi umgebaut.
Im mittleren Flügel befinden sich:
- Der Durchgang zum dritten Burghof. Im Durchgang ist ein freigelegter Teil der romanischen Burgmauer zu sehen.
- Der Breite Korridor (Široká chodba), ein langer Gang durch das erste Obergeschoss des mittleren Flügels. Daran schließen sich die Neuen Salons an.
- Die Neuen Salons mit bemalten Balkendecken (Nové salony: Čermákův salon, Navrátilův salon, Mánesův salon, Purkyův salon, Chitussiho salon). In den Jahren 1638 – 1644 unter Kaiser Ferdinand III. vom Architekten Giuseppe Mattei für die Dienerschaft der Kaiserin (das sog. Frauenzimmer) errichtet. In den 1960er Jahren vom Architekten Jaroslav Fragner zu Repräsentationszwecken umgebaut.
- Die Neue Galerie (Nová galerie)
- Das Büro des Präsidenten der Republik (Kancelář prezidenta republiky). Der Eingang im zweiten Burghof wurde 1997 vom Architekten Bořek Šípek neugestaltet.

## Südflügel

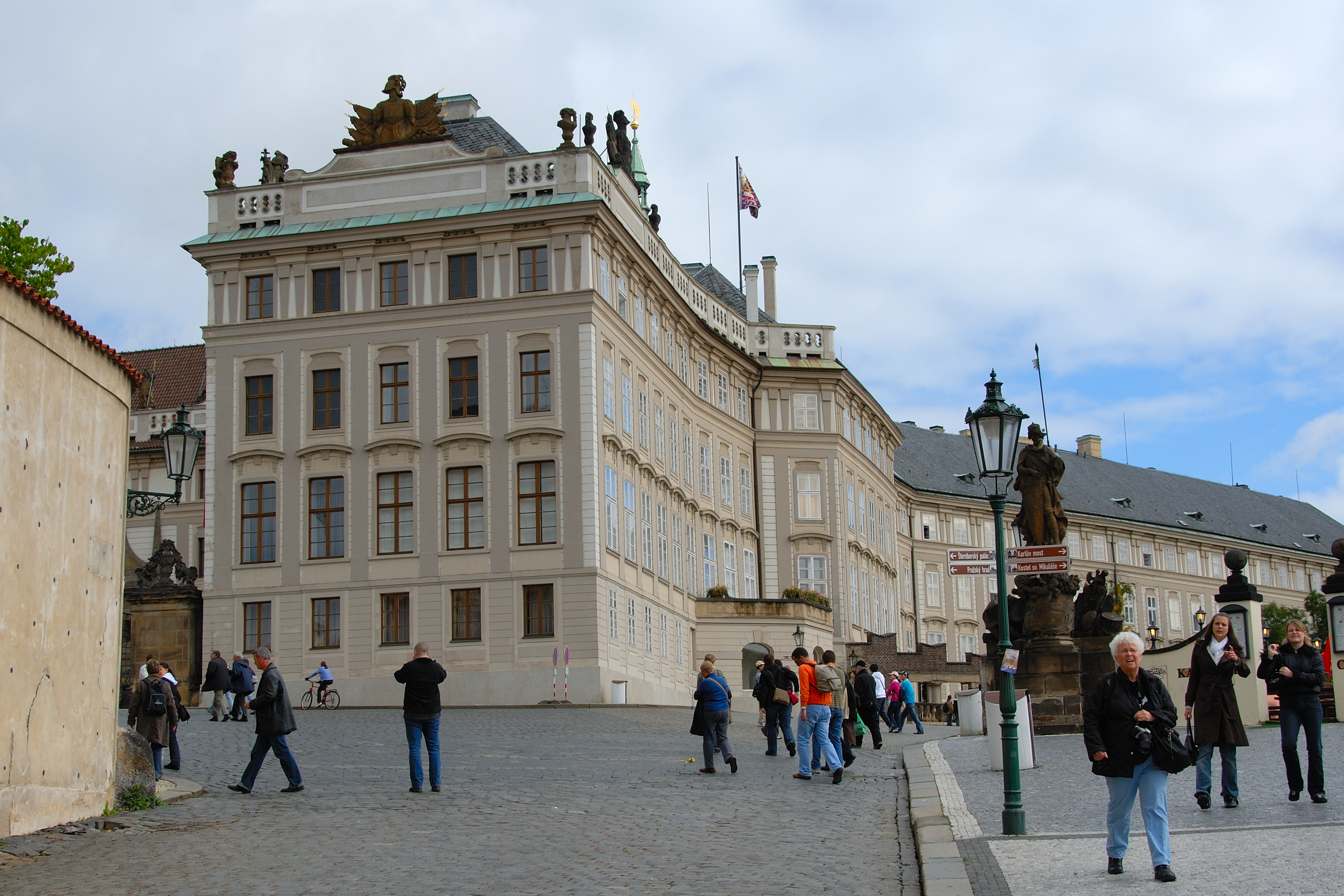
Der Südflügel, Blick in Richtung der Schlossstiege

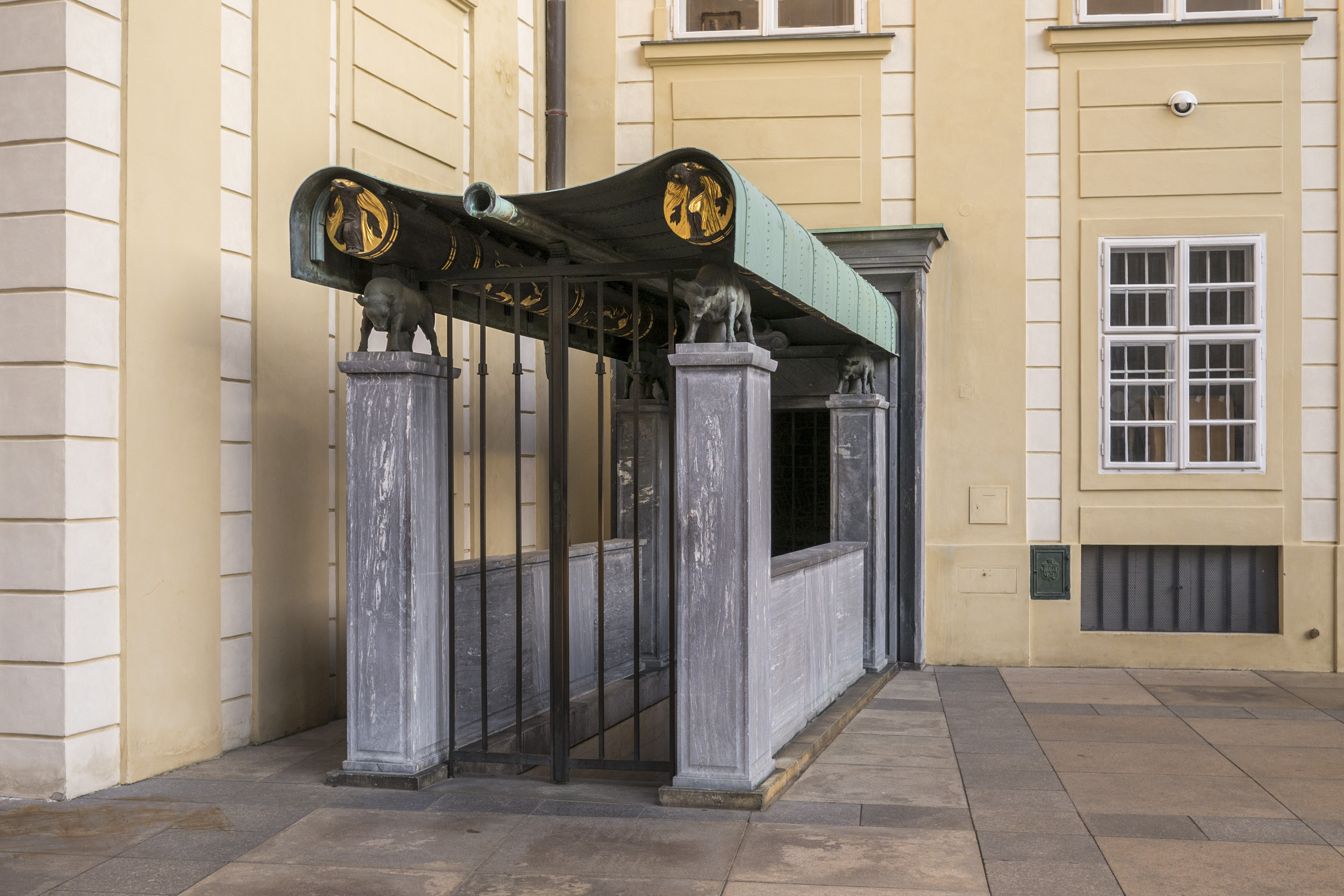
Eingang zur Stiertreppe im III. Burghof

Westlich des mittelalterlichen Alten Königspalastes ließ Kaiser Rudolf II. an der südlichen Burgmauer den sogenannten Sommerpalast errichten. Der Südflügel in seiner heutigen Form entstand im 18. Jahrhundert durch Vereinigung mehrerer Vorgängerbauten unter einer einheitlichen Fassade und erstreckt sich vom Alten Königspalast in östlicher Richtung am Rande des heutigen dritten und zweiten Burghofes bis zum Ehrenhof. Hier befinden sich die Repräsentationsräume des Präsidenten.
Im Südflügel befinden sich:
- Das Empfangszimmer (Vstupní salon). Es wird auch Kinderzimmer genannt, weil es mit Putten geschmückt ist. Der Wandteppich zeigt den Zyklus Antonius und Cleopatra.
- Der Thronsaal (Trůnní salon), bestimmt für wichtige Staatsempfänge und für Ernennungen von Regierungsmitgliedern und Universitätsprofessoren. Der Boden ist mit wertvollen Perserteppichen ausgelegt. Ein großes Wandgemälde aus dem Jahr 1836 zeigt die Krönung Ferdinands V. Der weiße Rokoko-Kachelofen ist mit goldenen Intarsien verziert.
- Brožík-Salon (Brožíkův salon) mit Gemälden von Václav Brožík.
- Habsburger Salon (Habsburský salon) vom Ende des 18. Jahrhunderts, geschmückt mit Porträts von Mitgliedern der Familie Maria Theresias.
- Gläserner Salon (Skleněný salon), ursprünglich das Schlafzimmer des Kaisers, geschmückt mit einem großen Perserteppich mit Darstellungen von Menschen und Tieren.
- Kleiner Salon (Malý salon), ursprünglich das Ankleidezimmer der Kaiserin. Das Gemälde des heiligen Paulus stammt von Peter Johann Brandl.
- Spiegelsalon (Zrcadlový salon) mit Spiegelpaneelen an den Wänden und mit vergoldeten Ornamenten, eingerichtet als Speisezimmer.
- Salon mit Kamin (Salon s krbem), ursprünglich für die Hofdamen bestimmt.
- Musiksalon (Hudební salon) für kleinere Musikaufführungen, ausgestattet mit Brüsseler Tappiserien aus dem 17. Jahrhundert.
- Gesellschaftssaal (Společenský sál), ursprünglich der Speisesaal.
- Die Janák-Halle (Janákova hala), benannt nach ihrem Schöpfer, dem Burgarchitekten Pavel Janák. Eine phantasievolle Tapete stellt die 12 Monate dar.
- Das  Oktogon  (Oktogon), im Jahr 1644 für die St.-Wenzel-Kapelle errichtet, verdankt seinen Namen dem achteckigen Grundriss. Die Janák-Halle und das Oktogon verbinden den mittleren Flügel mit dem Südflügel.
- Der Alte Saal (Stará síň) mit einer Holzdecke und Sandsteinwänden, um 1135 als Überrest des ältesten Gebäudes an dieser Stelle errichtet.
- Masaryk-Bibliothek (Masarykova knihovna)
- Der Präsidentenbalkon (Presidentský balkon). Von diesem Balkon aus spricht der Präsident zu besonderen Anlässen, z. B. nach seiner Inauguration.[6]
- Die Stiertreppe (Býčí schodiště) führt vom dritten Burghof hinunter in den Wallgarten. Sie wurde zwischen 1929 und 1931 nach einem Entwurf von Jože Plečnik errichtet. Ihren Namen verdankt sie den bronzenen Stierskulpturen am Eingang.